# Camponotus ceriseipes
Camponotus ceriseipes är en myrart som beskrevs av Clark 1938. Camponotus ceriseipes ingår i släktet hästmyror, och familjen myror. Inga underarter finns listade.